# Walerija Michailowna Sorokina

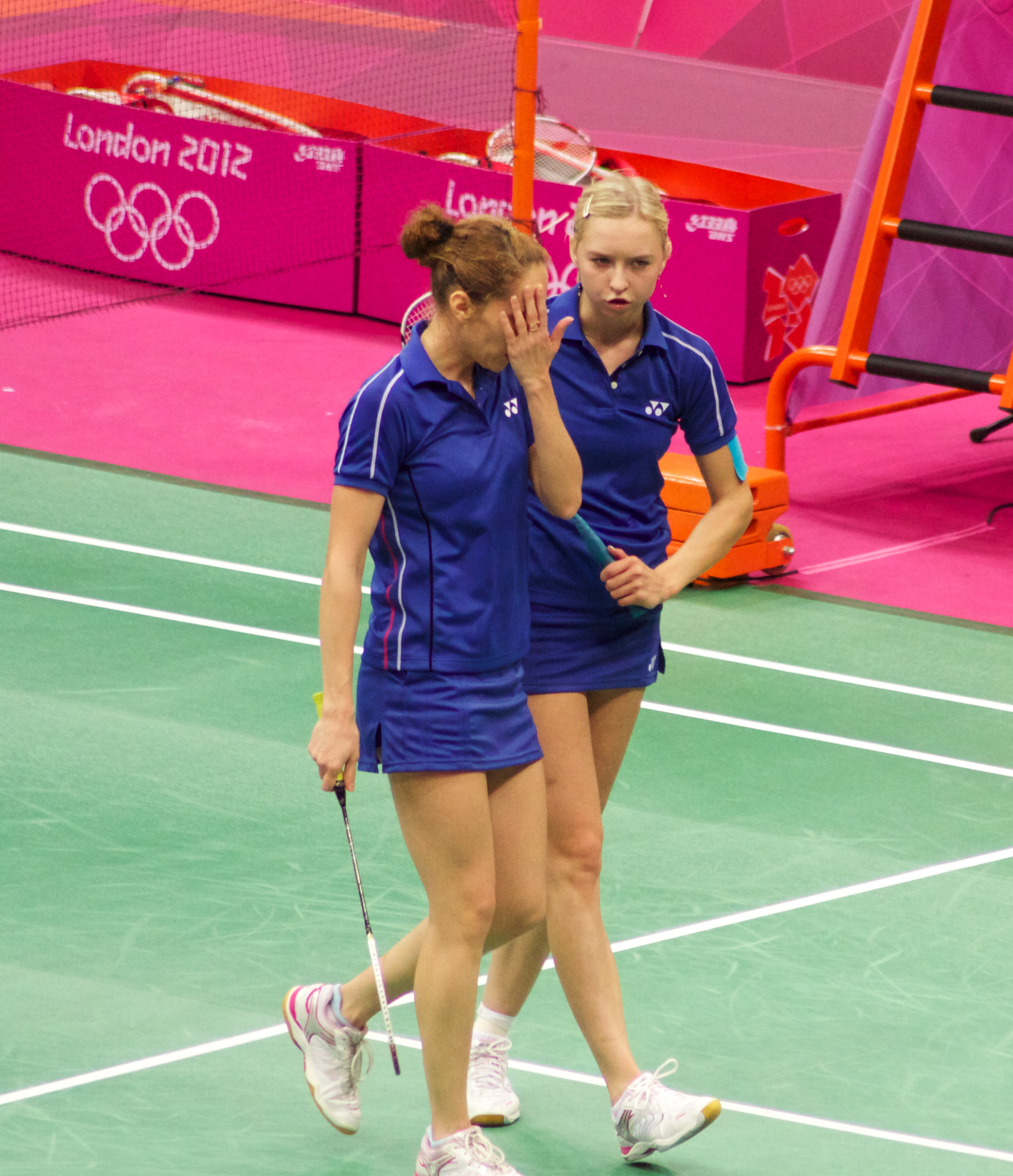
Valeria Sorokina (links) 2012

Walerija Michailowna Sorokina (russisch Валерия Михайловна Сорокина, englische Transkription Valeria Sorokina; * 29. März 1984 in Rescheticha, Oblast Gorki, Russische SFSR, UdSSR) ist eine russische Badmintonspielerin.

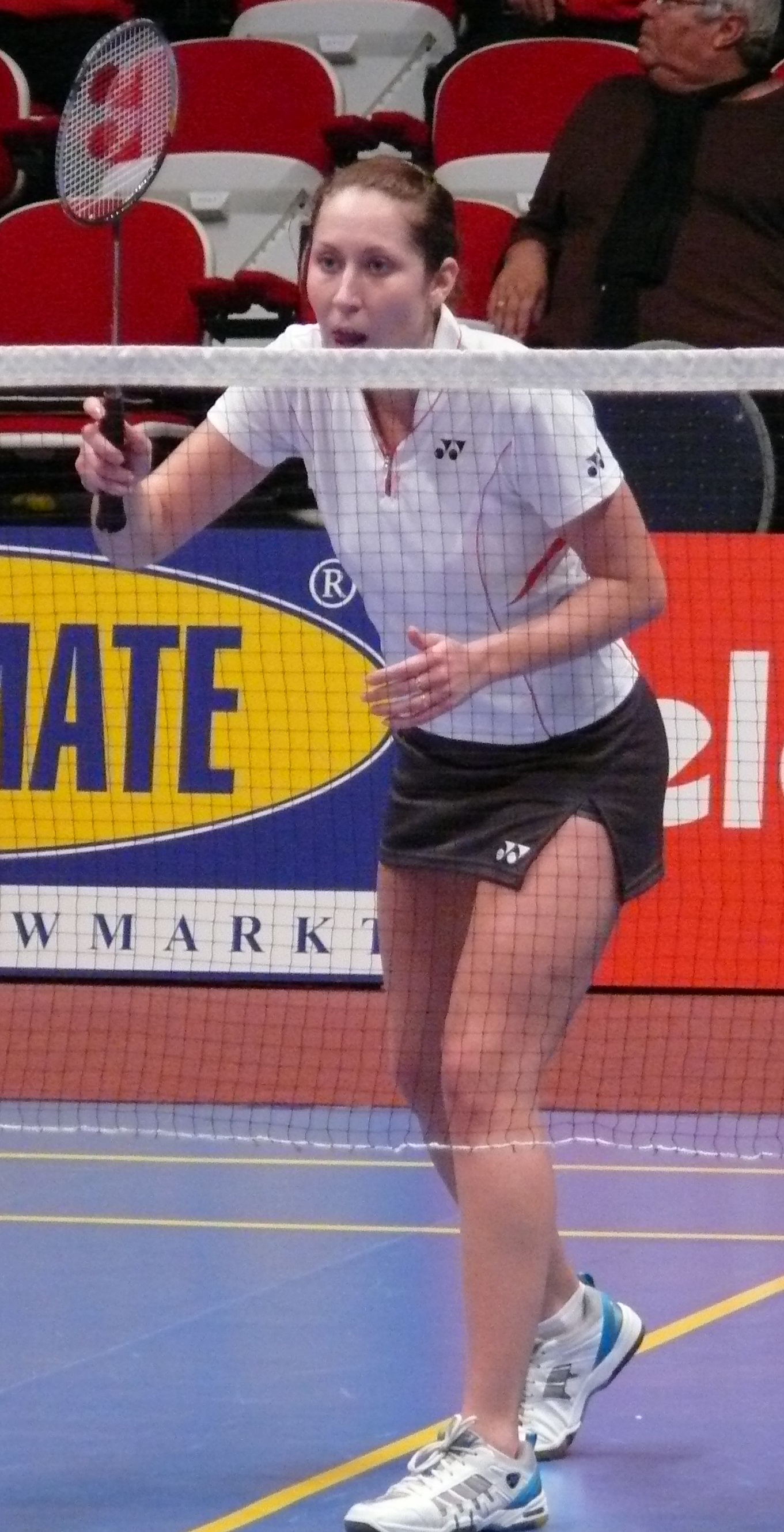
Valeria Sorokina

## Karriere
Walerija Sorokina ist eine der erfolgreichsten russischen Badmintonspielerinnen. Sie erkämpfte den bisher einzigen Europameistertitel im Badminton für Russland gemeinsam mit Nina Wislowa im Damendoppel. Weitere internationale Titel gewann sie unter anderem in Schottland, den USA, Wales, Schweden, Belgien, Finnland und Italien. 2012 gewannen beide das Damendoppel und sie zusätzlich das Dameneinzel bei den Russia Open.
Bei den Olympischen Spielen 2012 in London gewann sie gemeinsam mit Nina Wislowa im Doppel die Bronzemedaille.